# ليدي فرنسيسكو
ليدي فرنسيسكو (بالبرتغالية: Lady Francisco‏) هي ممثلة برازيلية، ولدت في 7 يناير 1940 في بيلو هوريزونتي في البرازيل، وتوفيت في 25 مايو 2019 في ريو دي جانيرو في البرازيل.

## وصلات خارجية
- ليدي فرنسيسكو على موقع IMDb (الإنجليزية)
- ليدي فرنسيسكو على موقع قاعدة بيانات الفيلم (الإنجليزية)